# Jilemnice
Jilemnice (en allemand : Starkenbach) est une ville du district de Semily, dans la région de Liberec, en Tchéquie. Sa population s'élevait à 5 377 habitants en 2025.

## Géographie
La ville est située au pied des monts des Géants dans le Nord de la région historique de Bohême. Jilemnice se trouve à 8 km à l'ouest de Vrchlabí, à 13 km à l'est de Semily, à 37 km au sud-est de Liberec et à 97 km au nord-est de Prague.

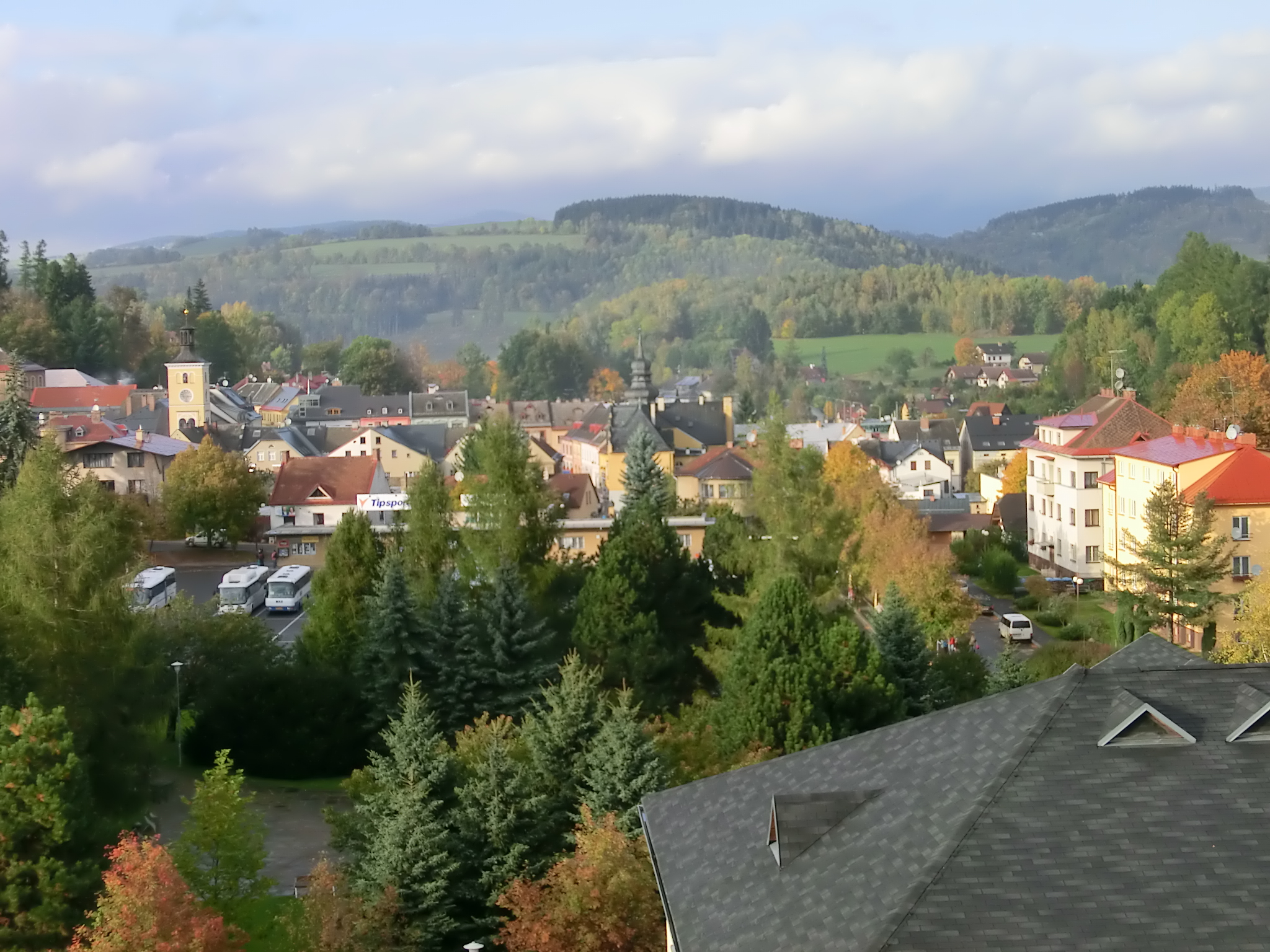
Centre de Jilemnice.

La commune est limitée par Víchová nad Jizerou et Benecko au nord, par Horní Branná à l'est, par Roztoky u Jilemnice au sud et par Mříčná à l'ouest.

## Histoire
La première mention écrite de la localité date du XIVe siècle, lorsque ce domaine dans le royaume de Bohême appartenait à la noble famille Valdstein (Wallenstein). Pendant la guerre de Trente Ans les environs furent ravagés par des troupes suédoises.
Le 20 octobre 1701, le comte Ferdinand Bonaventura von Harrach (1637-1706), diplomate et homme d'État au service de l'empereur Léopold de Habsbourg, acheta la seigneurie de Starkenbach ; sa tante Marie Élisabeth von Harrach avait épousé le chef militaire Albrecht von Wallenstein en 1623. La lignée des Harrach a conservé les biens jusqu'à la fin de la Seconde Guerre mondiale.

## Administration
La commune se compose de deux sections :
- Hrabačov ;
- Jilemnice.

## Galerie

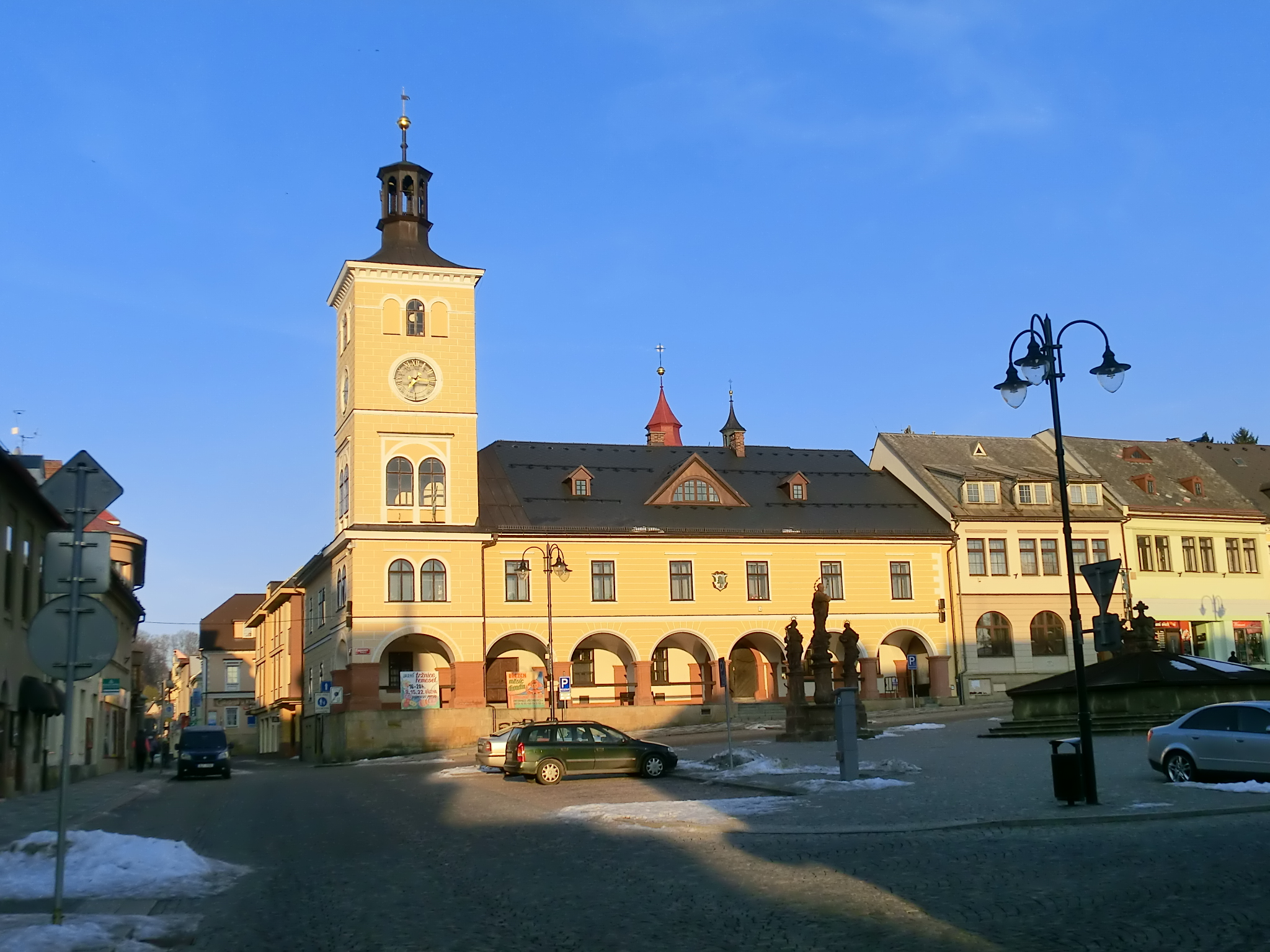
Place Masaryk : hôtel de ville.
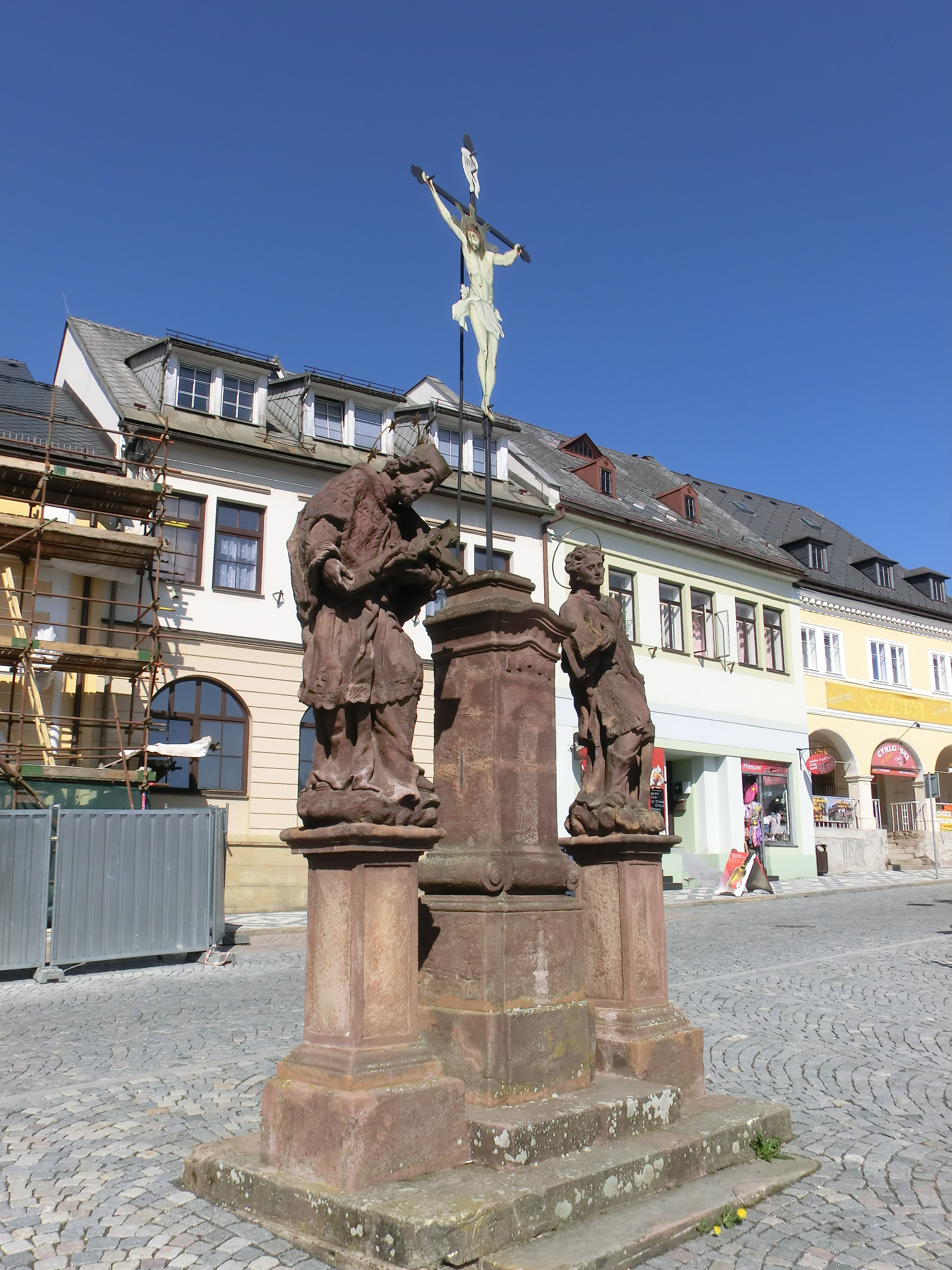
Place Masaryk : statues de saint Jean Népomucène et saint Laurent.

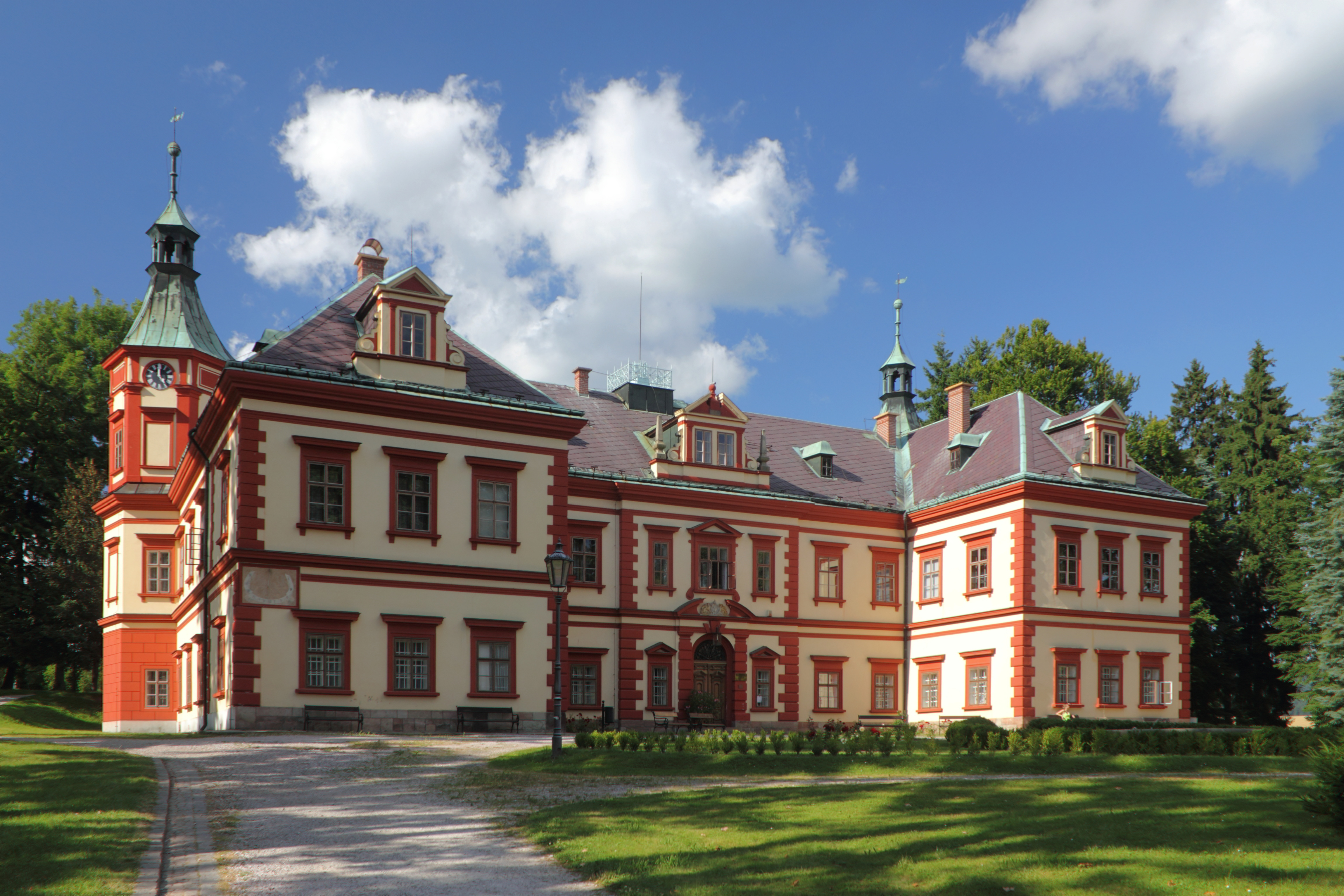
Château de Jilemnice.

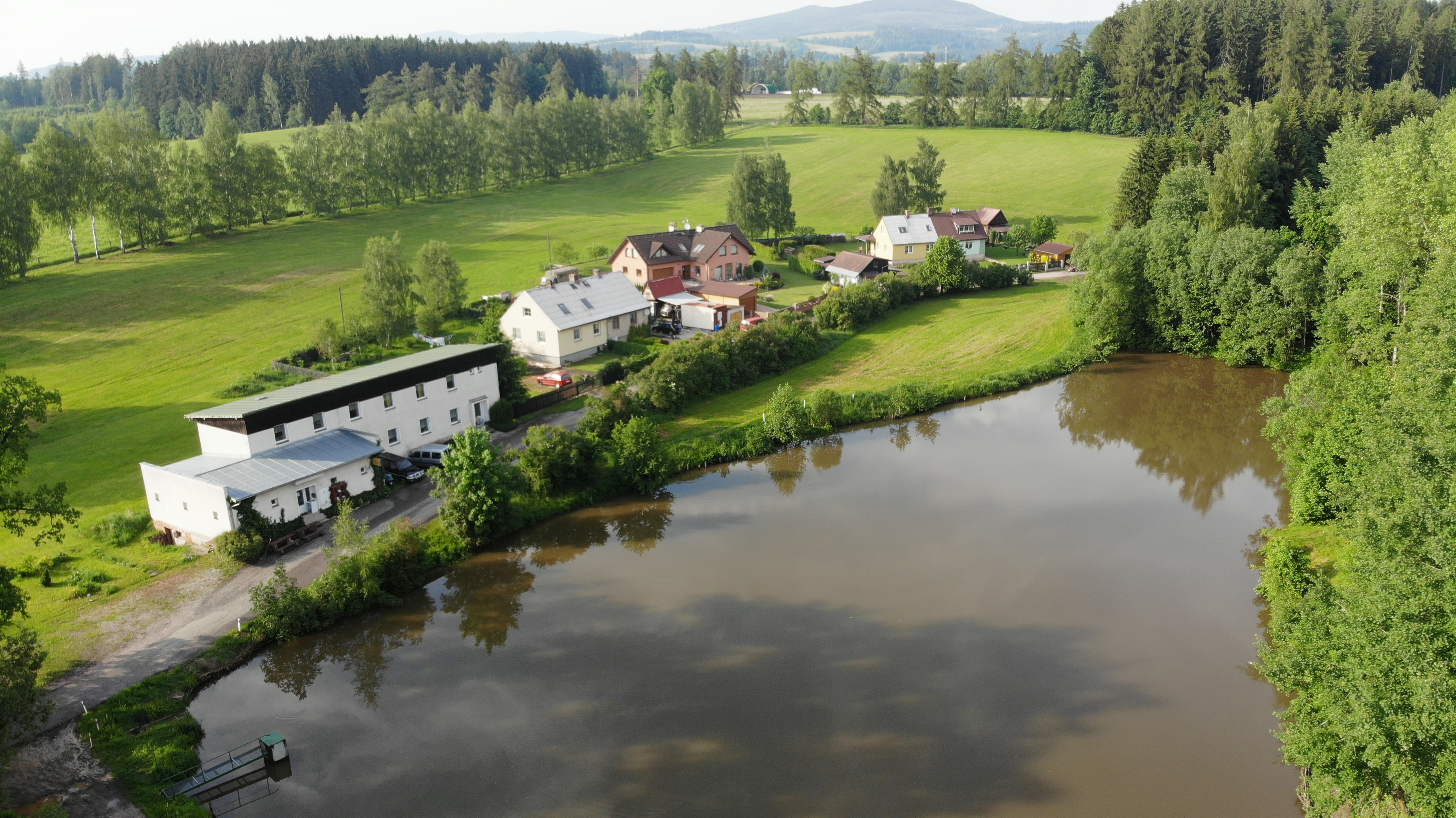
Javorek.
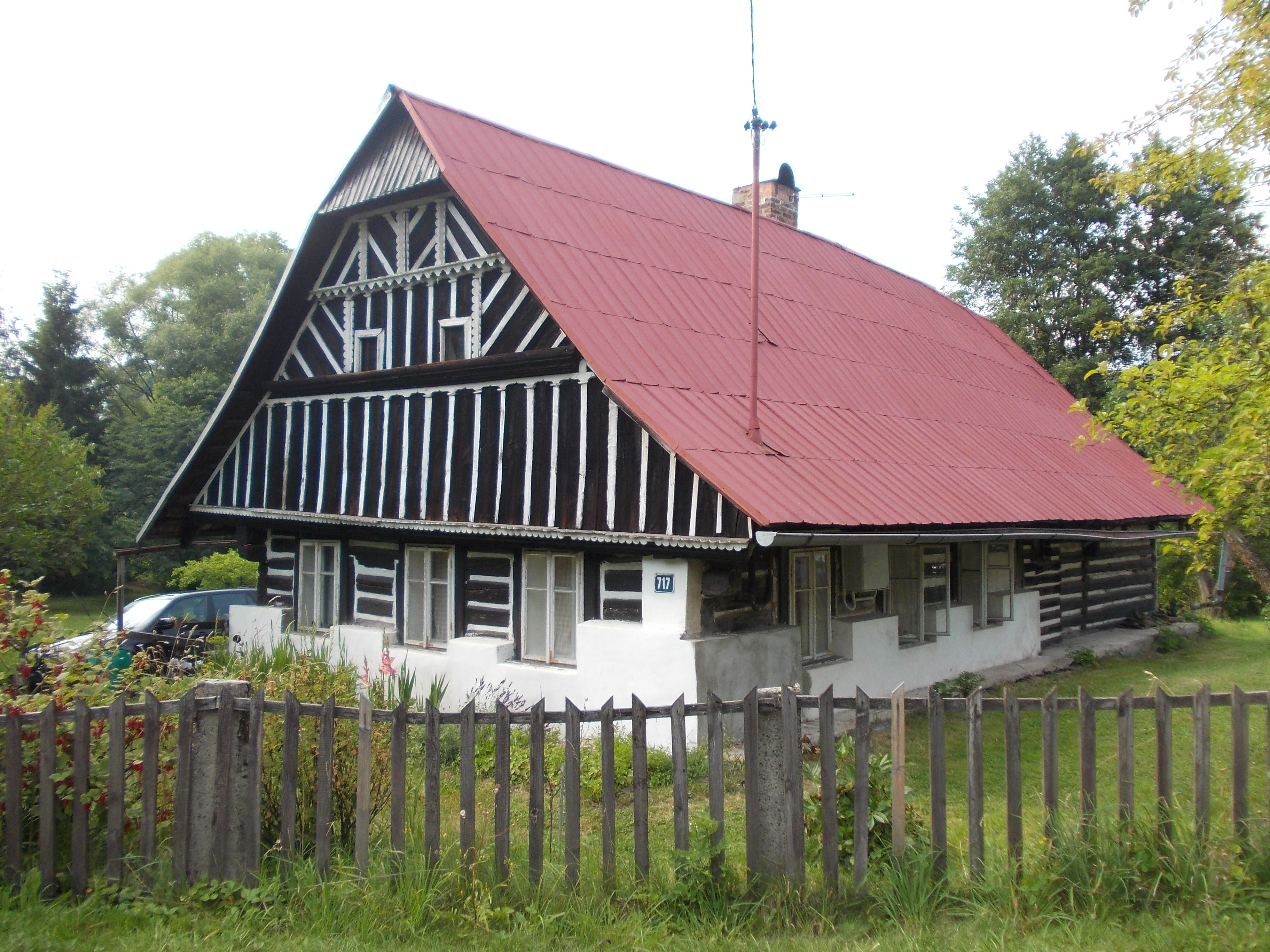
Architecture traditionnelle.

## Transports
Par la route, Jilemnice se trouve à 10 km de Vrchlabí, à 18 km de Semily, à 57 km de Liberec et à 125 km de Prague.

## Jumelages
- Świeradów-Zdrój (Pologne)
- Świebodzice (Pologne)

## Personnalités liées à la commune
- Jan Weiss (1892-1972), auteur de romans fantastiques et de science-fiction.
- Otakar Krámský (1959-2015), pilote de courses de côte.
- Pavel Ploc (né en 1964), sauteur à ski.
- Iván Masařík (né en 1967), biathlète.
- Milan Kučera (né en 1974), coureur du combiné nordique.
- Martin Kupka (né en 1975), homme politique.
- Tomáš Holubec (né en 1976), biathlète.
- Petr Záhrobský (né en 1980), skieur alpin.
- Zdeňka Vejnarová (née en 1981), biathlète.
- Tomáš Slavík (né en 1981), coureur de combiné nordique.
- Dušan Kožíšek (né en 1983), fondeur.
- Filip Trejbal (né en 1985), skieur alpin.
- Aleš Vodseďálek (né en 1985), coureur du combiné nordique.
- Ondřej Vaculík (né en 1986), sauteur à ski.
- Eva Puskarčíková (née en 1991), biathlète.
- Čestmír Kožíšek (né en 1991), sauteur à ski.
- Adam Václavík (né en 1994), biathlète.
- Michaela Mlejnková (née en 1996), joueuse tchèque de volley-ball.
- Tomáš Portyk (né en 1996), coureur du combiné nordique.
- Jan Vytrval (né en 1998), coureur du combiné nordique.